# Коссерія
Коссерія (італ. Cosseria, ліг. Cosceria) — муніципалітет в Італії, у регіоні Лігурія, провінція Савона.
Коссерія розташована на відстані близько 450 км на північний захід від Рима, 60 км на захід від Генуї, 22 км на захід від Савони.
Населення — 1116 осіб (2014).

## Демографія
Населення за роками:

Станом на 1 січня 2023 року в муніципалітеті офіційно проживало 45 іноземців з 16 країн, серед них 21 громадянин країн Євросоюзу та 2 громадяни України.

## Сусідні муніципалітети
- Каїро-Монтенотте
- Каркаре
- Ченджо
- Міллезімо
- Плодіо